# ورامه
ورامه روستایی از توابع بخش خرقان شهرستان زرندیه در استان مرکزی ایران است.
واقع در ۱۰ کیلومتری ده علیشار می‌باشد. دارای سد خاکی که از دو قنات نشات می‌گیرد و جزو جاذبه‌های گردشگری ده ورامه محسوب می‌شود. سد این ده سه ورودی دارد که یکی از آن‌ها فقط با ماشین‌های آفرودی قابل پیمایش است که برای کمپ و ماهیگیری مناسب می‌باشد.

## اطلاعات ده
ده دارای مسجد است.
فاقد مرکز خرید می‌باشد.
ده تقریباً بکر است.
دارای مدرسه فرسوده‌است.
ده قشر جوان ندارد.

## جمعیت
این روستا در دهستان علیشار قرار دارد و براساس سرشماری مرکز آمار ایران در سال ۱۳۸۵، جمعیت آن ۴۰۴ نفر (۱۳۰ خانوار) است.